# Kelterkors

Enkelt kelterkors

Kristet kelterkors

Kelterkors eller keltiskt kors avser ringkors inom den keltiska kultursfären. Det är en symbol som kombinerar ett kors med en cirkel som omsluter dess skärningspunkt.
Det har länge använts som en symbol för keltisk kristendom. Det är bland annat symbol för den kristna gemenskapen på ön Iona i Storbritannien.
Kelterkorset kommer ursprungligen från solkorset, som användes av kelter i England och Wales cirka 1000 före Kristus.

## Modern vitmaktsymbol
I modern tid har kelterkorset tagits upp som symbol för vitmaktrörelser såsom Ku Klux Klan under mitten på 1800-talet. Under sent 1900-tal började symbolen även användas av nynazistiska rörelser.